# 보스니아 헤르체고비나의 코로나19 범유행
다음은 보스니아 헤르체고비나의 코로나19 범유행 현황에 대한 설명이다.
COVID-19 대유행은 당시 이탈리아에 있었던 바냐루카에서 2020년 3월 5일 보스니아 헤르체고비나에 도달한 것으로 확인됐다. 이후 같은 날 첫 사건의 아들이었던 두 번째 사건이다. 2020년 3월 21일, COVID-19로 인한 국내 첫 사망자가 비하치의 한 병원에서 발표되었다. 환자는 이틀 전부터 입원해 있던 노파였다.
2020년 5월 5일 현재 보스니아 헤르체고비나에서는 1947건의 확진 코로나바이러스 환자가 발생했으며, 이 중 985건은 스릅스카 공화국, 942명은 보스니아 헤르체고비나 연방, 20명은 브르치코 행정구에 있었다.
2020년 3월 17일 보스니아 헤르체고비나 각료회의는 보스니아 헤르체고비나 전 지역에 비상사태를 선포했다.

## 배경
세계보건기구(WHO)는 12일 2019년 12월 31일 처음 WHO의 주목을 받았던 중화인민공화국 후베이성 우한시의 한 집단에서 신종 코로나바이러스가 호흡기 질환의 원인임을 확인했다. 이 군단은 처음에 우한화난수산물도매시장과 연결되어 있었다. 그러나 실험실 확정 결과가 나온 그 첫 사례들 중 일부는 시장과 연관성이 없었고, 전염병의 근원은 알려져 있지 않다.
2003년 사스와 달리 COVID-19의 경우 치명률은 훨씬 낮았지만, 총 사망자 수가 상당할 정도로 감염 경로는 훨씬 더 컸다. COVID-19는 전형적으로 약 7일 정도의 독감과 유사한 증상을 보이며, 그 후 일부 사람들은 병원에 입원해야 하는 바이러스성 폐렴의 증상으로 발전한다. 3월 19일부터 COVID-19는 더 이상 "높은 결과 감염병"으로 분류되지 않았다.

## 같이 보기
- 유럽의 코로나19 범유행
- 나라별 코로나19 범유행